# Мечтанов, Никита Григорьевич
Никита Григорьевич Мечтанов (24 февраля 1990 — 30 октября 2023) — российский военнослужащий, гвардии ефрейтор, Герой Российской Федерации (посмертно, 2024). Участник вторжения России на Украину в 2022 году.

## Биография
Родился 24 февраля 1990 года в городе Новый Уренгой Тюменской области.
Окончил среднюю школу в Тольятти. В 2010—2011 годах проходил срочную военную службу, после работал в пожарно-спасательной части города Тольятти.
Учился в Тольяттинском военно-техническом институте на факультете гражданских инженеров.
В 2016 году окончил Самарский архитектурно-строительный университет по специальности «Пожарная безопасность».
В 2017 году заключил контракт с ВС РФ и был направлен для прохождения службы в Севастополь. Службу проходил в составе бригады разведки.
С февраля 2022 года принимал участие во вторжении России на Украину.
Погиб 30 октября 2023 года в районе населённого пункта Крынки.
Похоронен 7 ноября 2023 года в г. Севастополь на Аллее Героев на кладбище 5-й километр («Кальфа») с воинскими почестями.

## Награды
Указом Президента России Владимира Путина в апреле 2024 года за «мужество и героизм, проявленные при выполнении боевого задания» удостоен звания Героя Российской Федерации посмертно.